# Muhammad Shaban
Muhammad Shaban é um futebolista profissional ugandense que atua como atacante.

## Carreira
Muhammad Shaban representou o elenco da Seleção Ugandense de Futebol no Campeonato Africano das Nações de 2017.